# La Sortie de l'usine Lumière à Lyon
La Sortie de l'usine Lumière à Lyon is een Franse korte film die werd gemaakt in 1895 door Louis Lumière. De film werd gemaakt en vertoond met de cinematograaf, een uitvinding van beide gebroeders Lumière. Het was de eerste film ooit in een reeks van tien die op 28 december 1895 werden vertoond aan een betalend publiek in het Salon indien du Grand Café, wat het de eerste commerciële film maakt.

## Verhaal
Na hun werkdag verlaten de arbeiders van de Lumièrefabriek te Lyon hun post en vertrekken ze richting huis. Een man opent de poorten en de arbeiders stromen toe. Eerst komen de vrouwelijke arbeiders, met uitzondering van een klein aantal mannelijke, naar buiten en later worden ze gevolgd door enkele mannen die met de fiets vertrekken. Uiteindelijk sluit dezelfde man de poorten terug en het scherm wordt zwart.